# Ópera Nacional de Washington

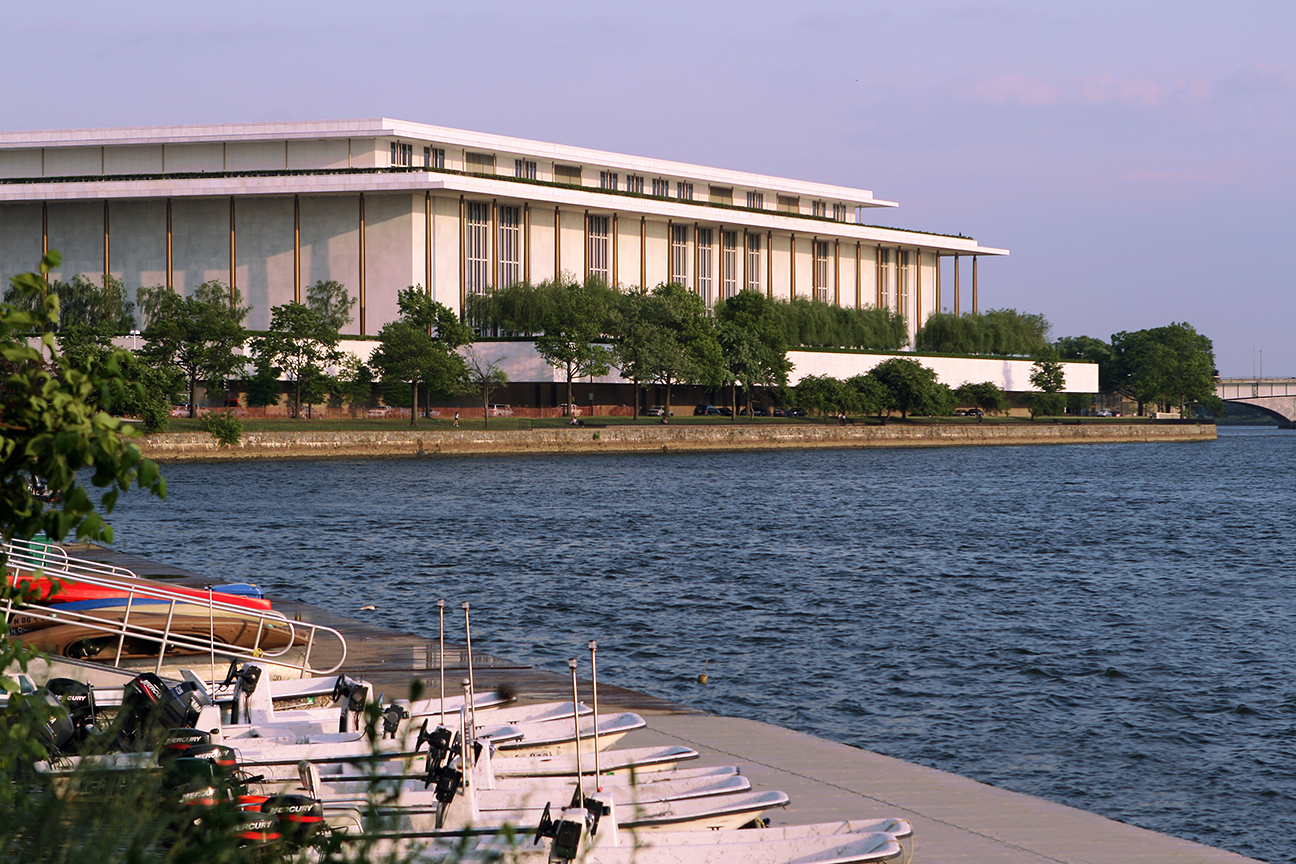
centro kennedy en el paseo marítimo de potomac en Washington D. C.

La Ópera Nacional de Washington, en inglés Washington National Opera (WNO) es una compañía de ópera basada en Washington D. C., Estados Unidos. Anteriormente denominada Ópera de Washington, la compañía recibió del Congreso de los Estados Unidos la denominación oficial actual de Ópera Nacional de Washington el año 2000. La compañía tiene como sede el edificio conocido como Opera House integrante del Centro John F. Kennedy para las Artes Escénicas. 
El tenor y director de orquesta español Plácido Domingo, fue su director general musical (general director) entre 1996 y 2011.